# Parco nazionale di Gonarezhou

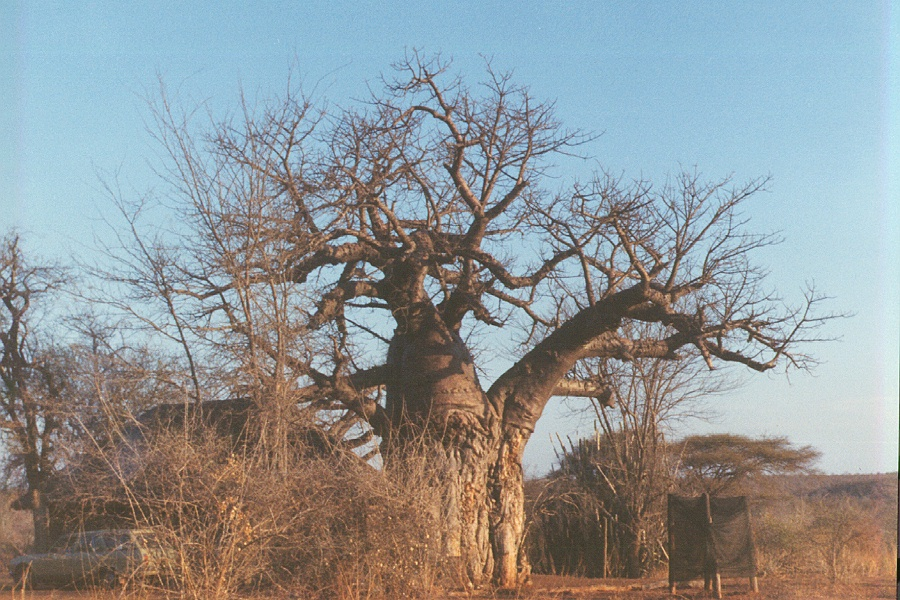
Rifugio di Swimuwini, parco nazionale di Gonarezhou.

Il parco nazionale di Gonarezhou è un parco nazionale situato nel sud-est dello Zimbabwe, in una zona piuttosto remota della provincia di Masvingo, a sud di Chimanimani, lungo il confine con il Mozambico. Gonarezhou è un nome shona che significa "zanna di elefante".

## Descrizione
Con 5.053 km², Gonarezhou è la seconda riserva naturale più grande del paese dopo il parco nazionale Hwange. Il parco è formato da un veld con baobab, macchie di vegetazione varie e rocce arenarie. Fa parte del parco transfrontaliero del Grande Limpopo, un'area che collega Gonarezhou con il parco nazionale Kruger, in Sudafrica, e il parco nazionale del Limpopo, in Mozambico.

## Storia
Il parco nazionale di Gonarezhou fu istituito nel 1975. Il parco è stato chiuso al pubblico durante la guerra della Rhodesia e di nuovo durante gran parte della guerra civile del Mozambico, ma è stato riaperto nel 1994.

## Fauna
Gli animali possono muoversi liberamente tra le tre riserve. Storicamente il parco è stato un habitat per il cane selvatico africano (lycaon pictus), un animale in via di estinzione, e nel 2010 ci sono stati diversi avvistamenti di esemplari nell'area del parco. Si pensa che la migliore opportunità per ripristinare o mantenere in vita questa specie sia quella di garantire un corridoio di migrazione tra il parco di Gonarezhou e gli adiacenti parchi nazionali nei paesi limitrofi del Sud Africa e del Mozambico. Il parco è popolato anche da una relativamente ampia popolazione di elefanti (stimati in 8.000 esemplari), da antilopi, giraffe, rinoceronti e ippopotami. Diverse colonie sono state decimate a seguito delle disinfestazioni condotte nei decenni passati contro le mosche tse-tse.

## Turismo
Grazie alla sua vasta dimensione, al terreno accidentato e alla sua posizione lontana dalle rotte turistiche, ampi tratti del parco di Gonarezhou sono ancora del tutto incontaminati. Altre parti sono invece meta di safari i cui partecipanti alloggiano in fattorie isolate o rifugi adiacenti all'itinerario.